# Vuhledar
Vuhledar (ukrainsk: Вугледар, russisk: Угледар, begge navne betyder kulgave, hvilket henviser til dens kulmineindustri) er en By af regional betydning  i Donetsk oblast (provins) i Ukraine.
Byen har en befolkning på omkring 14.432 (2021). I 2001 var dens befolkning på 17.440.

## Historie
Under Ruslands invasion af Ukraine 2022 blev Vuhledar, den 24. februar 2022, ramt af et Russisk ballistisk missil med et klyngebombevåben. Missilet ramte uden for et hospital og dræbte fire civile og sårede yderligere 10.